# Djanira
Djanira ou Djanira da Motta e Silva (Avaré, 20 de junho de 1914 — Rio de Janeiro, 31 de maio de 1979), foi uma pintora, desenhista, ilustradora, cartazista, cenógrafa e gravadora brasileira. Ela é conhecida por obras que retratam o cotidiano, costumes e rituais muito brasileiros. 
Djanira gostava de mergulhar no tema das suas obras e comumente vivia a realidade das pessoas, dos ofícios e das crenças. Ela representou, por exemplo, mineiros de carvão de Santa Catarina, a extração de ferro em Minas Gerais, os indígenas Canela, do Maranhão, sempre se inserindo na realidade daquelas pessoas e locais.
Por conta de sua origem, da sua linguagem e do seu fazer artístico, Djanira é considerada como a própria terra que representa. Apesar de suas principais obras serem em tela, ela experimentou em vários suportes artísticos diferentes durante sua vida.

## Biografia

### Primeiros anos e vida em São Paulo
Djanira nasceu em Avaré, interior do estado de São Paulo, filha de Oscar Paiva, um dentista itinerante, e Pia Job Paiva, em 20 de julho de 1914. Ela era neta de guaranis, por parte de pai, e de austríacos, por parte de mãe. Foi registrada inicialmente como Dijanira e que mais tarde retificado pela artista em ação judicial. Seus familiares a tratavam como Dja. 
Aos dois anos de idade, mudou-se com os pais para Porto União, em Santa Catarina, porém o casal se separou logo depois. A mãe de Djanira voltou para Avaré para morar com os pais e Oscar, por motivos de trabalho, deixava a filha com amigos. Ela ficou nessa situação até os 10 anos de idade, quando a avó materna foi buscá-la para a levar de volta para Avaré. Na cidade paulista, ela trabalhou em lavouras de café de um tio.
No início da década de 1930, ela se muda para a Capital do estado em busca de uma melhora de vida. Nesse período, chegou ser vendedora ambulante. Em uma viagem para o litoral paulista, conheceu Bartolomeu Gomes Pereira, um maquinista da Marinha Mercante, com o qual se casa, em 1932, e passa a se chamar Djanira Gomes Pereira. 

### Rio de Janeiro

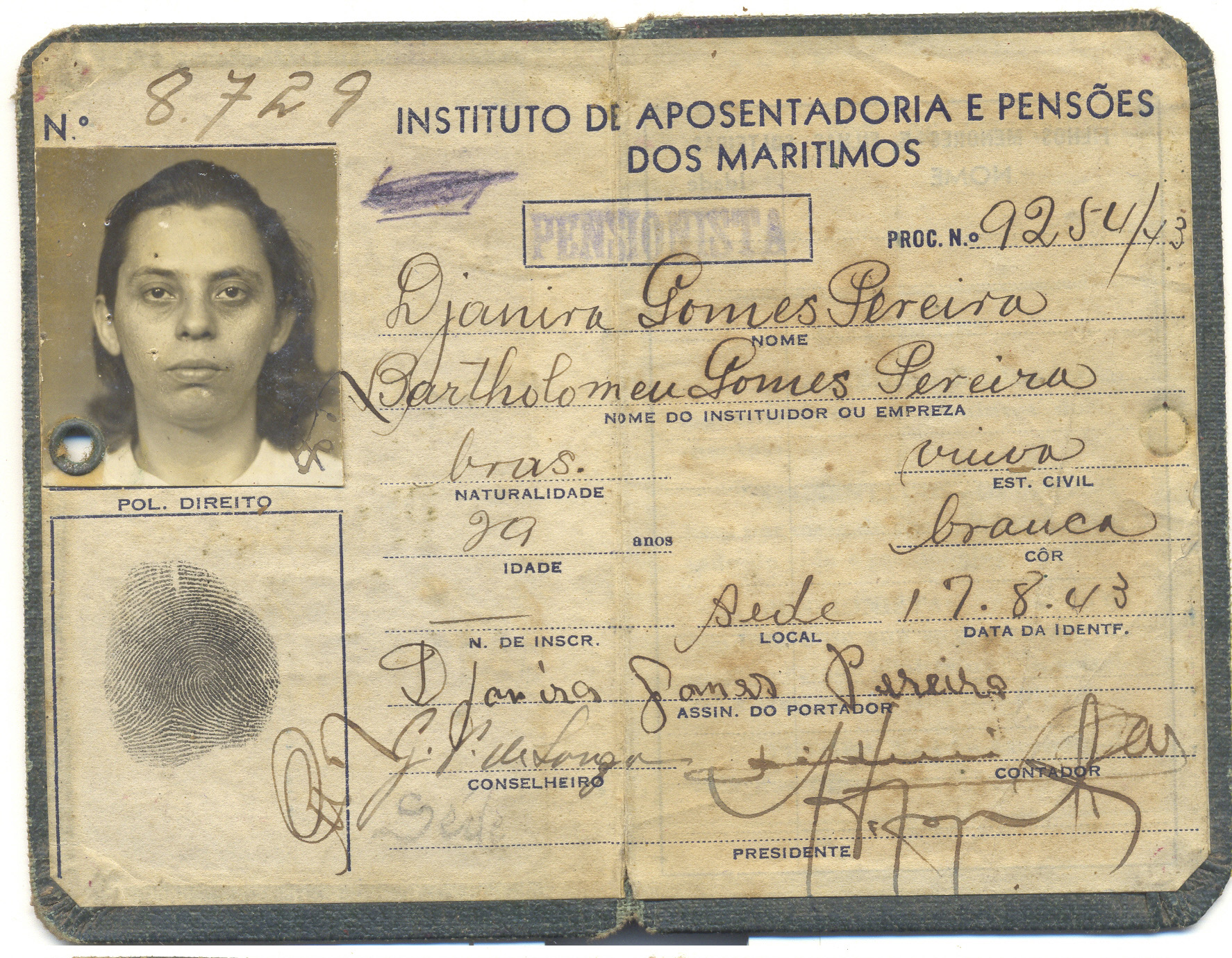
Identidade de pensionista.(Acervo Museu Municipal de Avaré)

Após o casamento, Djanira muda-se para o Rio de Janeiro, mas contrai "tuberculose pulmonar" em 1937 e é internada no Sanatório "Rui Costa", em São José dos Campos. Já em 1939, com a melhora da doença, ela volta para o Rio de Janeiro e passa a residir no bairro de Santa Teresa por causa do ar puro, por recomendação médica.
Lá, aluga uma pequena casa no bairro e instala uma pensão familiar. Em 1940, conhece o pintor romeno Emeric Marcier, que era hóspede da pensão. Eles fecham um acordo de permuta e Djanira começa a ter aulas de pintura com ele, e depois passa a frequentar curso noturno de desenho de figuras de gesso no Liceu de Artes e Ofícios.
Nessa época, o bairro, por coincidência, era conhecido por ter muitos frequentadores do meio artístico. Nesse período, Djanira tem contato e fica amiga de muitas pessoas, que viram frequentadores da pensão. Destacam-se os artistas Carlos Scliar, Árpád Szenes, Maria Helena Vieira da Silva, Milton Dacosta e Jean-Pierre Chabloz, e o crítico de arte Rubem Navarra. Os contatos com essas pessoas proporcionam um ambiente estimulador que a leva a expor no 48º Salão Nacional de Belas Artes, em 1942. No final do ano, Djanira fica viúva. O marido foi um dos cinco mortos no torpedeamento do navio Apaloide por um submarino alemão nas Antilhas.
Apesar da perda do marido, Djanira não desiste da arte. No ano seguinte, realiza sua primeira mostra individual, na Associação Brasileira de Imprensa (ABI), após uma viagem para o interior de Minas Gerais. Ainda em 1943, ela expõe no Salão Nacional de Belas Artes.
Em 1944, ela é escolhida por pares para expor suas obras na Mostra de Pintores Brasileiros, em Londres. A mostra era um esforço de guerra em favor da RAF.
A carreira de Djanira começa a tomar mesmo um novo rumo a partir da sua estada nos Estados Unidos. Em 1945, viaja para Nova York, onde conhece a obra de Pieter Bruegel e entra em contato com Fernand Léger, Joan Miró e Marc Chagall. Ela retornar ao Brasil somente três anos depois, e realiza o mural Candomblé para a residência do escritor Jorge Amado, em Salvador, e painel para o Liceu Municipal de Petrópolis. Entre 1953 e 1954, viaja a estudo para a União Soviética.

Abertura da exposição da pintora Djanira da Mota e Silva, no Museu Nacional de Belas Artes, patrocinada pela Funarte, em 1976

A sua pintura dos anos 40 é geralmente sombria, utiliza tons rebaixados, como cinza, marrom e negro, mas já apresenta o gosto pela disciplina geométrica das formas. Na década seguinte, sua palheta se diversifica, com uso de cores vibrantes, e em algumas obras trabalha com gradações tonais que vão do branco ao cinza claro. Apresenta em seus tipos humanos uma expressão de solene dignidade.
A artista sempre busca aproximar-se dos temas de suas obras: no fim da década de 1950, após convivência de seis meses, pinta os indígenas Canela, do Maranhão. Em 1950 em sua estada em Salvador ela conhece José Shaw da Motta e Silva, o Motinha, funcionário público, nascido em Salvador em 29 de janeiro de 1920 e com ele se casa no Rio de Janeiro em 15 de maio de 1952, e muda o nome para Djanira da Motta e Silva. Em 1955, Djanira vence o concurso Cristo Negro, com a obra Cristo na Coluna. O evento, duramente criticado pela imprensa na época, foi idealizado por Guerreiro Ramos, promovido pelo Teatro Experimental do Negro (TEN) e fazia parte do projeto do Museu de Arte Negra, concebido por Abdias Nascimento.
Na década de 1960, Djanira passou a morar na cidade de Paraty, estado do Rio de Janeiro. Ela morou numa casa ao lado da Igreja Nossa Senhora das Dores (Capelinha) e representou a Festa do Divino da cidade em uma das suas obras que iria compor o acervo do Palácio do Governo de São Paulo. O quadro foi pintado em Paraty e transportado para a cidade de São Paulo no caminhão de um comerciante local, Antonio Francino Santana, que se sentiu muito honrado com a nobre tarefa. A obra retrata a festa com bandeiras vermelhas com a pomba do espírito, tronos, mastros e banquetes e a a coroação do Imperador do Divino. A festa, que hoje é reconhecida como Patrimônio Imaterial Brasileiro, é realizada no dia de Pentecostes e celebra a descida do Espírito Santo sobre Maria e os Apóstolos de Cristo.
De volta ao Rio de Janeiro, torna-se uma das líderes do movimento pelo Salão Preto e Branco, um protesto de artistas contra os altos preços do material para pintura. Realiza em 1963, o painel de azulejos Santa Bárbara, para a capela do túnel Santa Bárbara, Laranjeiras, Rio de Janeiro. No ano de 1966, a editora Cultrix publica um álbum com poemas e serigrafias de sua autoria. Em 1977, o Museu Nacional de Belas Artes, realiza uma grande retrospectiva de sua obra.
Na década de 1970, desce às minas de carvão de Santa Catarina para sentir de perto a vida dos mineiros e viaja para Itabira para conhecer o serviço de extração de ferro.
Djanira trabalha ainda com xilogravura, gravura em metal, e faz desenhos para tapeçaria e azulejaria. Em sua produção, destaca-se o painel monumental de azulejos para a capela do túnel Santa Bárbara (1958) no Rio de Janeiro. Inicialmente nomeada como “primitiva”, gradualmente sua obra alcança maior reconhecimento da crítica. Como aponta o crítico de arte Mário Pedrosa (1900-1981), Djanira é uma artista que não improvisa, não se deixa arrebatar, e, embora possuam uma aparência ingênua e instintiva, seus trabalhos são consequência de cuidadosa elaboração para chegar à solução final.

### Luto em Avaré pela morte da artista
O prefeito Fernando Cruz Pimentel, decretou luto oficial por três dias em homenagem póstuma a Djanira da Motta e Silva, falecida em 31 de maio de 1979 (quinta-feira) às 11h25 min., no Hospital Silvestre, no Rio de Janeiro, vítima de enfarte. Contava com 65 anos. Seu médico particular era Dr. Nataliel Rodrigues.
A pintora manifestou em vida o desejo de ser enterrada descalça e com o hábito de irmã da Ordem Terceira do Carmo, instituição religiosa a que estava ligada nos últimos anos. Ela se tornou freira da Ordem das Carmelitas em 1972.
Em sua memória, é criado em 31 de maio de 2000 o Centro Cultural Djanira da Motta, pelo prefeito em exercício Joselyr Benedito Silvestre, instalado em meio a um bosque na área urbana, onde funcionou no passado a estatal agrícola CAIC. O local recebeu o nome da pintora Djanira, significando o tributo do município de Avaré à “maior artista avareense de todos os tempos”, cujas telas ficaram mundialmente conhecidas por retratarem de forma genuína as cores do Brasil. O espaço abriga a Biblioteca Municipal “Prof. Francisco Rodrigues dos Santos”.
No mesmo local foi criado em 2 de abril de 2008 o Memorial Djanira da Motta e Silva mostra de objetos pessoais, obras e material de referência.

## Principais obras

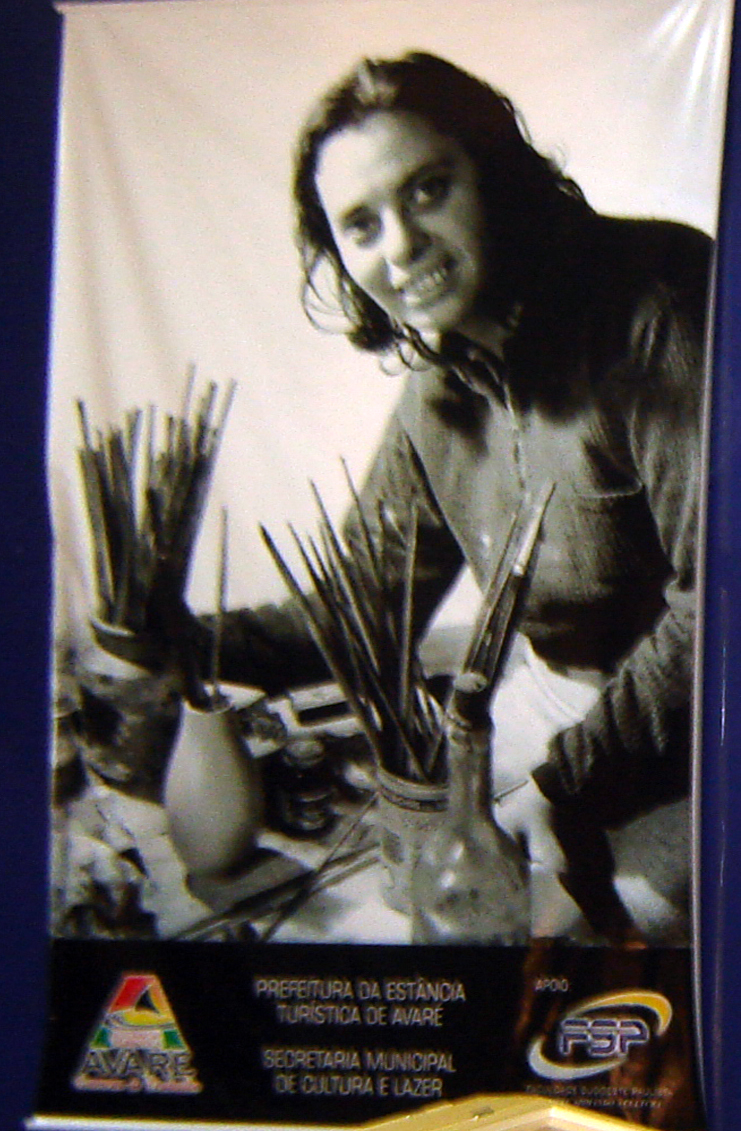
Painel com foto de Djanira.

| Nome                                | Data |
| ----------------------------------- | ---- |
| Retrato                             | 1942 |
| Auto-retrato                        | 1944 |
| O Circo                             | 1944 |
| Costureira                          | 1951 |
| Caboclinhos                         | 1952 |
| Cristo na Coluna                    | 1955 |
| Cartaz da peça "Orfeu da Conceição" | 1956 |
| Candomblé                           | 1957 |
| Fazenda de Chá no Itacolomi         | 1958 |
| Três Orixás                         | 1966 |
| Trabalhador de Cal                  | 1974 |
| Mineiros de Carvão                  | 1974 |
| Futebol Fla-flu                     | 1975 |
| Mina de Ferro (série)               | 1976 |